# Stefan Winterbauer
Stefan Winterbauer (* 26. Oktober 1970 in Weinheim) ist ein deutscher Journalist.

## Leben
Winterbauer studierte in Mannheim Politikwissenschaft und Germanistik. 1991 volontierte er bei den Weinheimer Nachrichten bzw. der Odenwälder Zeitung. Er arbeitete unter anderem für den Oldie-Sender Rhein-Neckar. Ab 1999 arbeitete er bei Kressreport in Heidelberg und war dort bis 2009 Ressortleiter. Anschließend wurde er Redakteur und von 2021 bis zur Insolvenz 2023 Chefredakteur bei Meedia. Er schrieb dort die freitags erscheinende Kolumne Winterbauers Woche. Er betrieb den Blog Mein Leben als Kunde. Seit 2017 moderiert er zusammen mit Welt-Medienredakteur Christian Meier den freitags erscheinenden Podcast Die Medien-Woche. 2023 wurde Winterbauer Redaktionsleiter von Headline24, einem Tochterunternehmen der Haas-Mediengruppe.